# Julián de Zulueta y Cebrián
Julián de Zulueta y Cebrián (Madrid, 30 de noviembre de 1918-Ronda, 8 de diciembre de 2015) fue un malariólogo, médico y político español. Popularmente conocido como el señor de los mosquitos, fue responsable de las campañas de lucha contra el paludismo de la Organización Mundial de la Salud durante veinticinco años. En el ámbito político, fue elegido alcalde de Ronda en 1983, cargo que desempeñó hasta 1987.

## Biografía
Madrileño e hijo del escritor y político Luis de Zulueta y de la pedagoga Amparo Cebrián, sobrino del biólogo Antonio de Zulueta y de la científica y feminista Dolores Cebrián, y hermano de la escritora y filósofa Carmen de Zulueta.
En 1923 entró a estudiar en la Institución Libre de Enseñanza y en 1928 en el Instituto-Escuela. En 1933, vivió durante un año en Berlín, acompañando a su padre que había sido nombrado embajador en Alemania por el gobierno de la Segunda República y en 1936 en Roma, donde su padre fue embajador ante la Santa Sede. Tras el estallido de la guerra civil, la familia se exilió a Colombia.
En 1937 inició la carrera de medicina en la Universidad de Bogotá y culminó sus estudios en 1943 con una tesis sobre el paludismo. Realizó sus estudios de posgrado en la Universidad de Cambridge, donde se casó en 1946 con Gillian Owtram, con quien tuvo tres hijas.
En 1947 comenzó a trabajar en el laboratorio de Medicina Tropical de la Fundación Rockefeller en Villavicencio (Colombia), en el que permaneció hasta 1951 y donde se expuso deliberadamente a las picaduras del mosquito vector del «plasmodium» para entender mejor el proceso de la malaria.
En 1952 se incorporó a la sección de malaria de la Organización Mundial de la Salud, donde desempeñó diferentes cargos de responsabilidad hasta que en 1977 se retiró de la organización. En estos veinticinco años además de su trabajo en las sedes de Ginebra y Copenhague, fue responsable de proyectos sanitarios en numerosos países (Malasia, Uganda, Líbano, Jordania, Siria, Irak, Irán, Marruecos, Argelia, Turquía, Pakistán...), especialmente de las campañas contra la malaria. Su labor durante estas campañas le valieron el apelativo de Tuan Nyamok ("El señor de los mosquitos"). Después de su retiro, siguió siendo consultor tanto de la OMS como de otros organismos internacionales y como tal viajó a Irán, Madagascar y sobre todo a Pakistán para ocuparse de los refugiados afganos.
En 1974 visitó Ronda por primera vez, y se trasladó a vivir allí en 1978. En 1983 fue elegido alcalde de esta localidad por el Partido Socialista Obrero Español, cargo en el que permaneció hasta 1987.
La variedad de sus intereses intelectuales le llevó a interesarse por múltiples y muy diversos temas, desde la conservación del medio ambiente hasta la investigación histórica. En este último campo, destaca el estudio en el que estableció que la malaria fue la causa de la muerte de Carlos I de España. La investigación fue posible gracias a unas sofisticadas técnicas de rehidratación de tejidos momificados que permitieron mostrar la presencia del «plasmodium» en la sangre del monarca.
En 1990 fue propuesto por unanimidad como presidente de la Fundación Francisco Giner de los Ríos, y en 1997 entró a formar parte como vocal del Comité Español del Programa sobre el Hombre y la Biosfera de la UNESCO. Murió en Ronda el 8 de diciembre de 2015.

## Reconocimientos
- ̽Estrella de la Independencia de Jordania (1964)
- doctorado honoris causa por la Universidad de Turín (2002)
- Premio Nacional de Medio Ambiente en España (2010)